# Erwin van Lambaart
Erwin van Lambaart (Rotterdam, 22 juni 1963) is een Nederlandse televisie- en theaterproducent.

## Loopbaan
Van Lambaart studeerde af aan de Hoge Hotelschool in Den Haag. Hij was dertien jaar werkzaam in de internationale hotellerie. Vanaf 1998 was hij producent bij Joop van den Ende Theaterproducties. In deze functie was Van Lambaart eindverantwoordelijk voor onder andere de musicals Chicago, Saturday Night Fever, The Sound of Music, Mamma Mia!, Aida, 3 Musketiers, Passion, De Jantjes, The Lion King, Belle en het Beest, The Wiz, Cats, My Fair Lady en We Will Rock You in Duitsland. Hij produceerde "personalityshows" als de Nieuwe André van Duin Shows, Posi-Tien, LOL Inclusive van Tineke Schouten, Songs From the Heart en Songbook van Simone Kleinsma, toneelstukken als Gouwe Handjes, Glazen Speelgoed, The Price, One Flew Over the Cuckoo’s Nest en Musicals in Ahoy’. Bovendien haalde hij buitenlandse theaterproducties als Swan Lake, Sleeping Beauty On Ice, Liza Minnelli en Petula Clark naar Nederland.
In 2006 werd hij als algemeen directeur eindverantwoordelijk voor alle activiteiten van de Nederlandse tak van Stage Entertainment (Joop van den Ende Theaterproducties). Hij is tevens lid van de raad van bestuur en voorzitter van de International Management Board van Stage Entertainment, bestuurslid van Het Toneel Speelt, voorzitter van de VVTP (Vereniging van Vrije Theaterproducenten) en bestuurslid van het M-Lab.
Van Lambaart zat als voorzitter ook in het panel van:
- Op zoek naar Evita, samen met Pia Douwes, Peter Van De Velde en Willem Nijholt.
- Op zoek naar Joseph, samen met Pia Douwes, Paul de Leeuw en Willem Nijholt.
- Op zoek naar Mary Poppins, samen met Pia Douwes, Thom Hoffman en Willem Nijholt.
- Op zoek naar Zorro, samen met Pia Douwes, Willem Nijholt en iedere week een gastpanellid.

Op 17 maart 2011 werd bekendgemaakt dat Van Lambaart vanaf 1 augustus 2011 geen algemeen directeur meer zou zijn van Stage Entertainment, maar inhoudelijk verantwoordelijk zou worden voor de ontwikkeling en productie van content. Hij kreeg de supervisie over alle komende producties, zoals The Lion King (El Rey León) in Madrid, Dirty Dancing in Oberhausen en Wicked in Nederland.
Op 25 januari 2012 werd bekendgemaakt dat Van Lambaart op 1 mei 2012 zijn functie neerlegde, omdat hij meer tijd wilde vrijmaken voor zijn gezin, maar later verklapte Joop van den Ende in zijn biografie waarom Van Lambaart in werkelijkheid vertrok. De eerste ergerde zich eraan dat Van Lambaart te veel in de publiciteit kwam: 'Hij trad steeds vaker op de voorgrond, ten koste van het bedrijf.' Per 1 mei 2012 werd Van Lambaart algemeen directeur en medeaandeelhouder van Niehe Media (TV, Theater, Corporate Events) van Ivo Niehe.
Van Lambaart werd met ingang van 1 maart 2016 benoemd tot bestuursvoorzitter van Holland Casino. Deze functie bekleedde hij tot maart 2022. Sindsdien is hij werkzaam in Wenen als CEO/Directeur van Casinos Austria.
In 2023 en begin 2024 is Van Lambaart co-producent van De Graaf & Cornelissen Entertainment bij de productie van Les Misérables.

## Privé
Van Lambaart is getrouwd en heeft twee zonen.